# グエモン州
グエモン州(フランス語：Région du Guémon)はコートジボワール南西部のモンターニュ地方東部の州。
州都はデコエ。
2014年の人口は約91.9万人。

## 地理
- 北東：ウォロドゥーグー州
- 東：高サッサンドラ州
- 南東：ナワ州
- 南西：カヴァリィ州
- 北西：トンキピ州

## 行政区画
- Bangolo
- Duékoué
- Facobly
- Kouibly